# 埃伯曼施塔特
埃伯曼施塔特（德語：Ebermannstadt，發音：[ˈeːbɐmanˌʃtat] ⓘ）是德国巴伐利亚州上弗兰肯行政区福希海姆县的城市，面积49.95平方千米，2023年12月31日人口为7,041人。